# Гец Рот
Гец Рот (нім. Götz Roth; 19 грудня 1919, Брауншвейг — 17 вересня 1999, Ебенгаузен) — німецький офіцер-підводник, оберлейтенант-цур-зее крігсмаріне.

## Біографія
1 жовтня 1938 року вступив на флот. З 1 травня по вересня 1940 року служив на есмінці «Бруно Гайнеманн». З 15 жовтня 1940 по 1 травня 1941 року пройшов курс підводника. З 8 липня 1941 року — 2-й вахтовий офіцер на підводному човні U-161. 10 лютого 1943 року переданий в розпорядження 2-го навчального дивізіону підводних човнів. З 21 лютого по 31 березня 1943 року пройшов курс командира човна, після чого був переданий в розпорядження 24-ї флотилії. З 26 травня по 5 жовтня 1943 року — командир U-351, з 6 жовтня по 17 вересня 1943 року — U-748, на якому здійснив 1 похід (5-7 липня 1944). З 18 вересня 1944 року — інструктор зі стрільби в 24-й флотилії. З 20 січня 1945 року — прапор-лейтенант в штабі командувача-адмірала підводного флоту в Кілі. З 1 по 27 квітня — командир U-1232, з 28 квітня по 7 травня — U-368. 11 травня взятий в полон британськими військами. 20 березня 1947 року звільнений.

## Звання
- Кандидат в офіцери (1 жовтня 1938)
- Морський кадет (1 липня 1939)
- Фенріх-цур-зее (1 грудня 1939)
- Оберфенріх-цур-зее (1 серпня 1940)
- Лейтенант-цур-зее (1 квітня 1941)
- Оберлейтенант-цур-зее (1 квітня 1943)

## Нагороди
- Нагрудний знак підводника (5 квітня 1942)
- Залізний хрест
  - 2-го класу (5 квітня 1942)
  - 1-го класу (14 січня 1943)
- Нагрудний знак флоту (16 жовтня 1942)